# Exporo
 (avril 2020).
Exporo est une plateforme de financement et d'investissement participatif immobilier, basée à Hambourg, en Allemagne.

## Histoire
Simon Brunke, Björn Maronde, Tim Bütecke et Julian Oertzen ont fondé la plateforme en 2014, et sont membres du conseil d'administration. L'entreprise emploie désormais près de 190 personnes et est basée dans le quartier HafenCity à Hambourg. En octobre 2017, avec 61 millions d'euros de capital investi, Exporo couvrait 60 % du marché allemand du financement participatif immobilier.
En juin 2019, Exporo a réussi une levée de fonds de 43 millions d'euro auprès d'investisseurs européens. Environ la moitié a été investie par le groupe français Partech, qui détient des parts de Auxmoney et Acatus, entre autres. En outre, les anciens investisseurs Eventures, Holtzbrinck Ventures et Heartcore ont également participé à la levée de fonds.

## Plateforme
Exporo a été initialement fondée dans le but de permettre aux investisseurs privés de placer leur capital dans des biens immobiliers par le biais de la plateforme numérique. En quelques clics, il est possible d'investir en ligne, sans frais supplémentaires, et de recevoir des distributions trimestrielles.

## Internationalisation
En août 2018, Exporo a permis pour la première fois à ses utilisateurs d'investir dans un autre pays européen. Le projet immobilier Habiter dans le 5ème arrondissement est situé dans le quartier Margareten de la capitale autrichienne, Vienne. Les investisseurs d'Exporo ont financé un projet à hauteur de 1,690 million d'euro avec un taux d'intérêt fixe de 5,5 % par an pour une période minimum d'investissement de 16 mois.
Après avoir réussi sa levée de fonds en 2019, Exporo a décidé d'étendre son modèle à l'international, notamment en France et aux Pays-Bas,,.
En octobre 2019, la plateforme exporo.nl a été lancée sur le marché néerlandais. Le site français exporo.fr a été ouvert en mars 2020. Le modèle choisit à l'international sera celui de l'investissement participatif, et non du financement participatif, c'est-à-dire que les particuliers auront la possibilité d'acquérir des obligations d'immeubles déjà existants et recevront des versements issus des revenus locatifs tous les trois mois.

## Projet Feldbrunnenstraße
En avril 2015, après 14 semaines de financement participatif, le projet « Feldbrunnenstraße » devient le second plus gros projet immobilier en Europe à être financé par le biais du financement participatif, avec 2,1 millions d'euro et 440 investisseurs.

## Risques
Les investisseurs en financement participatif préviennent que ce type d'investissement est à risque.